# Hellemmes
Hellemmes (o Hellemmes-Lille) è una località e un comune francese soppresso situato nel dipartimento del Nord nella regione Alta Francia. È associato alla città di Lilla con la quale si fuse nel 1977.
Dal 2001 il sindaco delegato è Gilles Pargneaux. Anticamente si chiamava Hellemmes lez Lille. Nel 1999 contava 18 371 abitanti. La linea 1 della metropolitana di Lilla ha due fermate a Hellemmes nelle stazioni di Lezennes e Hellemmes. Hellemmes e Fives compongono il Cantone di Lilla-Est.
Durante l'anno si svolgono lungo la via principale, chiusa al traffico per l'occasione, alcuni vide-grenier (in italiano svuota solaio) con l'evidente scopo di permettere agli abitanti di vendere oggetti usati e inutilizzati. Tra questi ve n'è uno più importante che è la Braderie di Hellemmes, simile nell'essenza, ma non certo per la grandezza ed il numero di visitatori, alla Braderie di Lilla.